# Anneken Hendriks
Anneken Hendriks (død 10. november 1571) var en frisisk-nederlandsk døber, der blev beskyldt for kætteri i Amsterdam og derefter henrettet.
Hun nægtede at afsløre andre døbere (anabaptister), hvilket oprørte myndighederne, der øgede hendes straf. Hendes mund blev fyldt med krudt, og derefter blev hun båret fra rådhuset til den antændte pæl og kastet levende i flammerne. Ved sin død var hun treoghalvtreds år gammel. Hun blev dømt, bl.a. på grund af at hun var gift efter mennonitisk skik. Hendes død vakte stor opmærksomhed under den igangværende nederlandske uafhængighedskrig, og hun blev betragtet som en martyr. Hendes henrettelse blev senere illustreret af den nederlandske kunstner Jan Luyken for det døberiske-mennonitiske martyrspejl.